# Шевченко, Елена Павловна
Еле́на Па́вловна Шевче́нко (род. 23 октября 1964, Новосибирск, РСФСР, СССР) — советская и российская актриса театра и кино. Также снималась в фильмах Украины и США. Бывшая жена актёра Владимира Машкова.

## Биография
Елена Шевченко родилась в семье лётчика в авиагородке под Новосибирском. Ещё не окончив школу, она поступила в Новосибирское театральное училище. Аттестат о среднем образовании Шевченко позже получила в школе рабочей молодёжи.
В училище Елена Шевченко попала на один курс с Владимиром Машковым, за которого она вскоре вышла замуж. В 1985 году родилась дочь Мария. Окончив в том же году училище, Шевченко поехала в Москву, где уже жил её муж. В том же году Шевченко поступила в ГИТИС на курс А. А. Гончарова, который окончила в 1990 году.
Дебют Елены Шевченко в кино состоялся в 1991 году, причём одна из первых картин — «Чёрное и белое» — снималась в США на английском языке. Благодаря этому фильму она была приглашена в Театр Маяковского, которым руководил А. А. Гончаров.
Проработав в театре десять лет, покинула его и играла в антрепризах.
Ушла из актёрской профессии. Окончила курсы фотографов. Живёт с третьим мужем в США.

## Личная жизнь
Первый муж — Владимир Машков, дочь Мария Машкова (род. 1985), живёт в США.
Второй муж — Игорь Лебедев, выпускник режиссёрского факультета ГИТИСа, в настоящее время директор компании «Кармен-видео». Два сына — Никита (род. 1994) и Всеволод (род. 2002).
В ноябре 2019 вышла замуж в третий раз. Третий муж — Борис Палант, родился в Харькове, адвокат (США).

## Фильмография
- 1991 — Армавир — Марина-Лариса
- 1991 — Путана — Оля
- 1991 — Чёрное и белое
- 1992 — Катька и Шиз — Катька
- 1993 — Сделай мне больно
- 1994 — Ноктюрн для барабана и мотоцикла
- 1995 — Гераковы
- 1997 — Сирота казанская — Анастасия Павловна (Настя), невеста Коли, учительница
- 1998 — Две луны, три солнца — Вера
- 1998 — Мама, не горюй — Ксения
- 1998 — Чёрное море 213
- 1999 — День рождения Буржуя — Лена
- 1999 — Умирать легко — Наташа
- 2001 — Искатели — Рита, медицинская сестра
- 2002 — Next 2 — Людмила Борисовна
- 2002 — Ковчег — Кэт
- 2004 — Кожа саламандры — Наталья
- 2005 — Мама, не горюй 2 — Ксения
- 2005 — Виола Тараканова. В мире преступных страстей. Урожай ядовитых ягодок — Ксения-Лера
- 2007 — День выборов — Виктория Александровна, спутница Эммануила Гедеоновича
- 2007 — Третий лишний — Вера Семёновна Волина
- 2007—2008 — Тяжёлый песок — Велембицкая
- 2008 — Уроки обольщения — Соня
- 2008 — Закрытые пространства — секретарь
- 2008 — Арфа для любимой — Зоя
- 2009 — Чужие души — Ольга
- 2010 — Демоны — тёща Демона
- 2011 — Арифметика подлости — Екатерина Казанцева, мать Марины
- 2011 — Борис Годунов — жена Бориса Годунова
- 2011 — Синдром дракона — Лидия Савченко (взрослая)
- 2013 — Братья по обмену — Марина Перечихина, жена Валеры
- 2014 — Черта — баронесса фон Штейн
- 2016 - Джокер.Операция Капкан - Елена Николаевна
- 2017 — Трасса смерти — Наталья Николаевна Бадмаева, подполковник ФСБ России
- 2018 — Папа, сдохни — Наталья, мать Ольги Леховской
- 2019 — Триада — мать Наташи
- 2020 — Зулейха открывает глаза — Изабелла Юрьевна, ссыльная интеллигентка, жена Константина Арнольдовича
- 2020 — Красотка в ударе — мама Полины
- 2020 — Иванько — Алла Сергеевна Иванько, мать Валентины и Дарьи
- 2021 — Обитель — Антонина Денисовна, мать Артёма Горяинова
- 2023 — Этюды о свободе II — Оксана

### Озвучивание
- 2005 — Роман о девочках (аудиокнига Владимира Высоцкого)
- 2008 — День радио — голос Натальи Константиновны, секретарши Эммануила Гедеоновича